# Toay
Toay es la ciudad cabecera del departamento Toay, provincia de La Pampa, Argentina. Se encuentra a 10 km de la capital provincial Santa Rosa. El municipio comprende además la localidad de Cachirulo.

## Historia
El topónimo es de etimología indígena[¿cuál?] (el vocablo significa "dar la vuelta") y originalmente aludía a todo el pago que hoy corresponde al noreste de la provincia de La Pampa.
Esta ciudad iba a ser la capital de la provincia de La Pampa, Tomás Mason creó a 2 leguas (unos 10 km) la ciudad de Santa Rosa (llamada inicialmente Santa Rosa del Toay). En aquel momento, entraron en disputa ambas ciudades para ser la capital provincial. Para ello se optó por decidir cuál agua era de mejor calidad: la santarroseña o la toayense. Definitivamente, la mejor era la de Toay, pero cuentan que Mason cambió las muestras de agua, de modo que la mejor fuera de Santa Rosa. Por ese motivo tan sencillo, Toay no fue capital de la provincia y actualmente pertenece al conglomerado Gran Santa Rosa, manteniendo su identidad y evitando ser absorbida por la actual capital.[cita requerida]

### Circuito histórico
Toay tiene una vasta historia y se la reconoce en sus calles, manteniéndose lo que fueron los almacenes de ramos generales, la casa del fundador y las primeras viviendas de los pioneros. Algunas cerradas y en franco proceso de deterioro, otras, casas de negocios y las menos, funcionando. 

### Antiguas construcciones
- Casa del Fundador, Don Juan Guillermo Brown. Construcción de 1894 - Sáenz Peña 1237.
- Panadería de la Familia Losada "El Provenir", hoy "El Nuevo Porvenir" , ramo que aun comercializan. Edificio de 1910 - Bv. Brown 1350.
- Ex Panadería La Nueva. Fundada por Ángel y Dionisio Losada, ahora "La Carlota", continua por Rafael Dino. Construcción de principio de siglo XX - España y Sarmiento.
- Almacén Italia de Juan Salvador Antoci, de 1919. Continuó sus actividades hasta 1996. Funcionaba desde 1936, la propaladora "VMA Toay".
- Ex Hotel Apolo, en la Esq. de Italia y Sarmiento. Fundada por Paulino Phagouapé. Funcionó una cancha de paleta. Actualmente "Hotel Florida" a cargo de Rovere y Canal.
- Edificio de la "Asociación Española de Socorros Mutuos de Toay". Actualmente funciona el Club Guardia Del Monte". De 1902, en buen estado de conservación. Calle 9 de Julio y Bv Brown
- Hotel y Restaurante Progreso Francés, de 1890. Sus dueños: María y Juan Bautista Baile, ocupaba 50 m en cada calle (hoy reducida), en buen estado funciona como depósito - R.S. Peña y Sarmiento.
- Posta Toay en la esquina de R. S.Peña y Urquiza. Fundada en 1894 por Don Joaquín Llorens. Declarada "Patrimonio Histórico", paso obligado de diligencias y carretones. Actualmente viven Gloria y Egle Padula.
- Miguel Pérez Martínez, en Av 9 de Julio y R.S. Peña. En franco deterioro.
- Casa Fernández Gutiérrez de "Ramos Generales", en las calles España y Sarmiento. Construida por Gómez Ortiz. Continuas remodelaciones alteraron su fisonomía.
- Casa González de "Ramos Generales", en Bv Brown y Sarmiento. Fundada por Manuel Fernández Meana en 1900. Actualmente funciona como librería y quiosco atendida por los hermanos José y Rafael González, en 2001 fue escenario de una película
- Carnicería de Vicente Martínez, fundada en 1906 por los señores Martínez y Dubié. Hoy deshabitada pero en muy buen estado.
- Escuela N.º 5 "Patrimonio Histórico". El edificio donde funciona data de 1911 - Bv Brown 1250.
- Escuela 62. Fundada en 1911, funcionó en lo que fuera el "Hotel El Prado". Su definitivo asentamiento fue en la década de 1960 - Bv Brown.
- Iglesia " María Auxiliadora". Primer santuario a "María Auxiliadora", patrona de Toay, construida en 1909.
- Estación de ferrocarril Sur "FCBB/NW" (Ferrocarril Bahía Blanca Noroeste y Oeste). Hoy complejo recreativo municipal Horacio del Campo. Trazado construido en 1891, llegó a Toay en 1897. Se encuentra en existencia unos 200 m² de lo que fuera su construcción.
- Casa de la Cultura Olga Orozco. Funcionó en sus primeros años como proveeduría de materiales agrícolas a cargo de Don Carmelo Gugliota (padre de Olga Orozco). Casa de Olga Orozco, hoy museo y biblioteca popular. Sus libros y pertenencias están allí. Av 13 de Caballería y Balcarce.
- Fortín Toay "Patrimonio Histórico": primer asentamiento poblacional "La Esquina Vieja" o pulpería de Llorens. En este lugar también estuvieron las tolderías de Nahuel Payún y el Manantial de Toay. Actualmente se encuentra en proceso de puesta el valor; como única construcción hay un fortín. Ubicada 3 km por la ruta provincial RP 9
- Museo Cívico Militar. Funciona provisoriamente en la Casa de la Cultura Olga Orozco. La historia del que fuera el primer asentamiento militar de Toay. Se prevé su traslado a la esquina de R.S. Peña y 9 de Julio.
- Estación Ferrocarril Domingo Faustino Sarmiento. Actual ramal Toay-Once (Ferro Expreso), en funcionamiento. El tren arribó por primera vez el 9 de septiembre de 1897 uniendo el viejo ramal de Bahía Blanca con Toay y Santa Rosa.

## Población
Contó con 12,134 habitantes (Indec, 2010), lo que representó un incremento del 44% frente a los 8,847 habitantes (Indec, 2001) del censo anterior. 
La población se compuso de 6.106 varones y 6.028 mujeres, lo que arrojó un índice de masculinidad del 101.29%. 
Las viviendas computaron 4.875, casi el doble de las 2.501 del censo anterior.
Junto a la ciudad de Santa Rosa conforman un aglomerado denominado Gran Santa Rosa, que contó con 115,375 habitantes (Indec, 2010).
El censo nacional 2022 arrojó 17 629 habitantes y 7 239 viviendas. Esto la situó como el tercer municipio de la provincia por primera vez.
| Gráfica de evolución demográfica de Toay entre 1991 y 2022 |
|                                                            |
| Fuente: Censos nacionales del INDEC                        |

## Despliegue de las Fuerzas Armadas
| Unidades de la Guar Ej Toay                               | Abreviatura |
| --------------------------------------------------------- | ----------- |
| Regimiento de Infantería Mecanizado 6 «General Viamonte»  | RI Mec 6    |
| Regimiento de Infantería Mecanizado 12 «General Arenales» | RI Mec 12   |